# 滨海古园
滨海古园是位于中国上海市奉贤区五四农场杭州湾畔的大型公共墓地，创建于1985年，為上海首座国营公墓，占地面积约1,200亩，為上海占地面积最大的墓地之一。该公墓主要提供殡葬服务、爱国主义教育及殡葬知识的宣传等。